# جورج تاون (جورجيا)
جورج تاون (بالإنجليزية: Georgetown, Quitman County, Georgia)‏ هي مدينة تقع في مقاطعة كويتمان، جورجيا بولاية جورجيا في الولايات المتحدة. تبلغ مساحة هذه المدينة 10.2 (كم²)، وترتفع عن سطح البحر م، بلغ عدد سكانها 973 نسمة في عام 2010 حسب إحصاء مكتب تعداد الولايات المتحدة.

## معرض صور

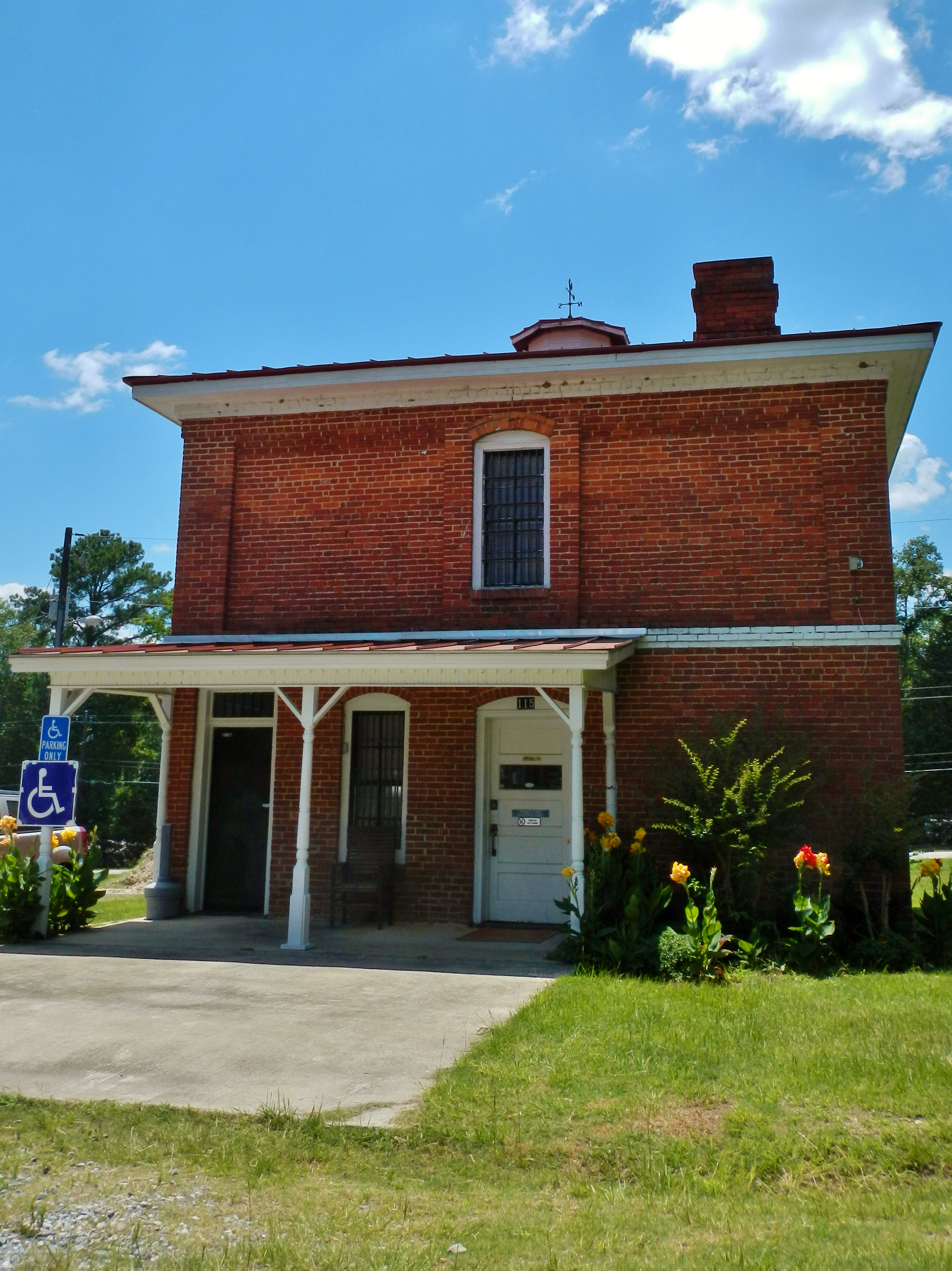
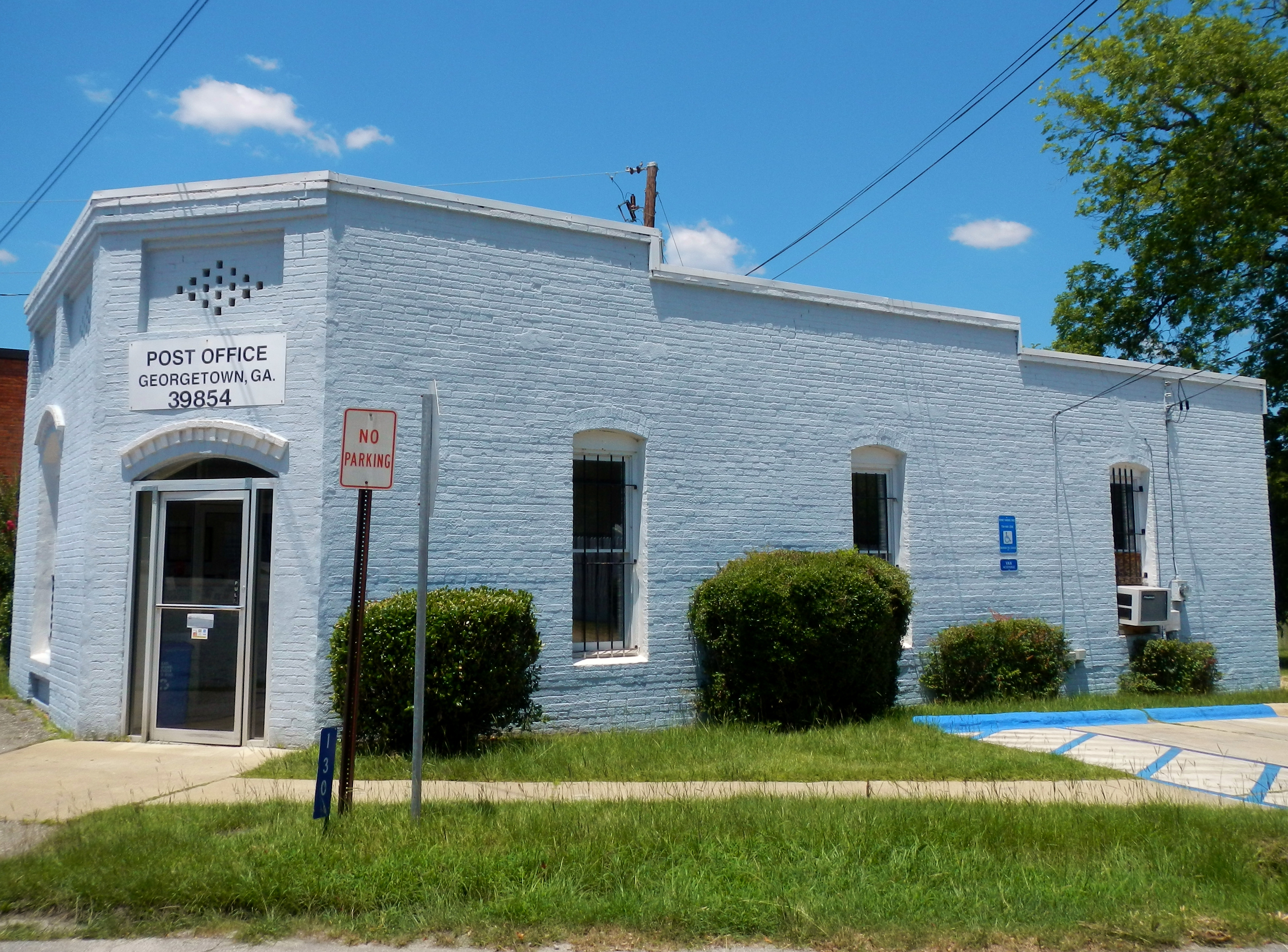
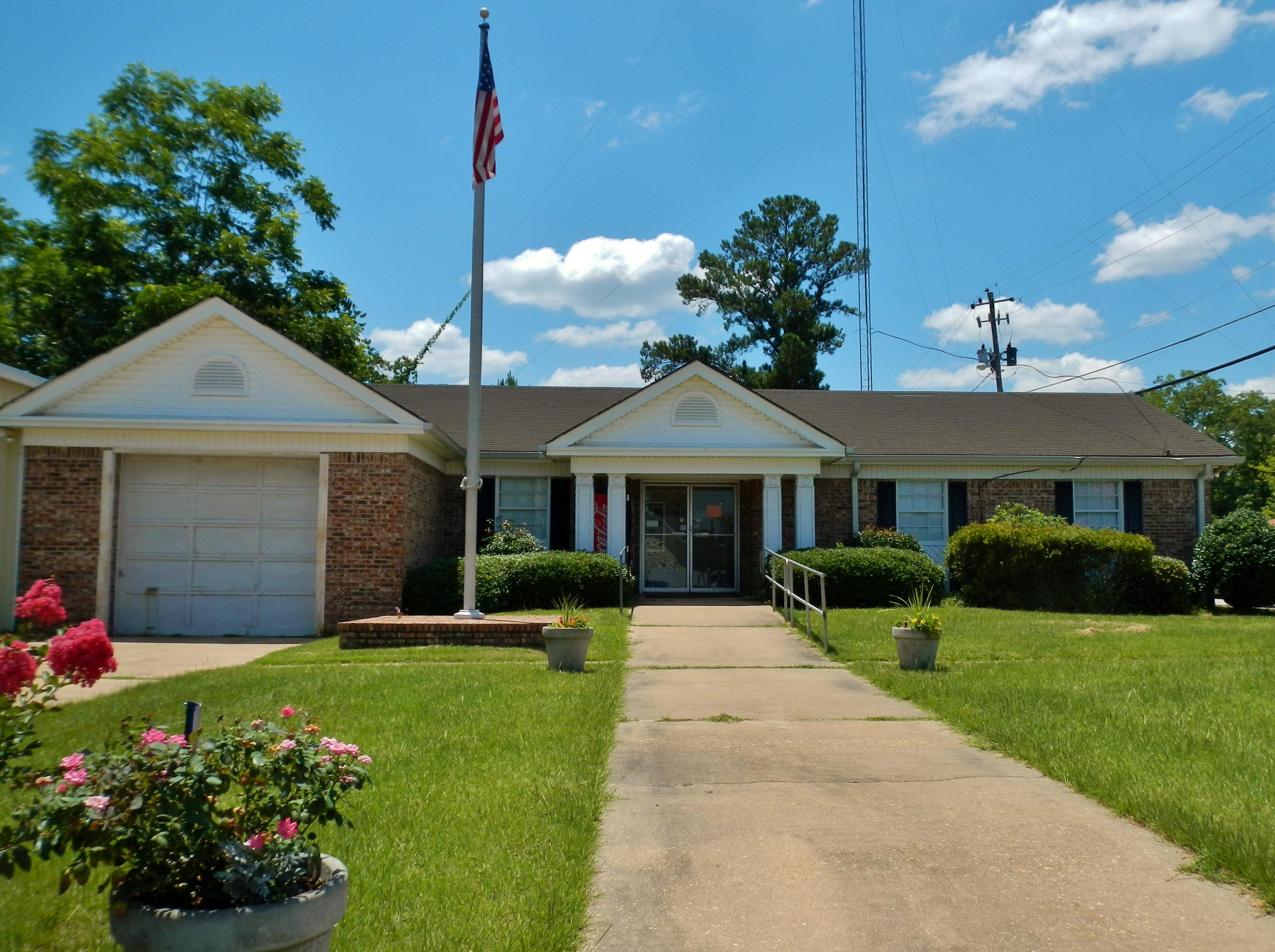

## وصلات خارجية
- Cities & Counties - Georgia.gov